# 月亮路站
月亮路站是一个属于深圳地铁13号线的地铁车站，位于深圳市光明区内，暂未开通。

## 历史
- 2022年，月亮路站至东周路站区间左线贯通。[1]
- 2024年，深圳市规划和自然资源局发布的《深圳市轨道四期调整工程的站点命名规范》月亮路站被批准。[2]